# Округ Су (Небраска)
Су (енгл. Sioux County) је округ у америчкој савезној држави Небраска.

## Демографија
По попису из 2010. године број становника је 1.311, што је 164 (-11,1%) становника мање него 2000. године.
| Група             | 2000.         | 2010.         |
| Белци             | 1.424 (96,5%) | 1.240 (94,6%) |
| Афроамериканци    | 0 (0,0%)      | 1 (0,1%)      |
| Азијати           | 3 (0,2%)      | 1 (0,1%)      |
| Хиспаноамериканци | 34 (2,3%)     | 52 (4,0%)     |
| Укупно            | 1.475         | 1.311         |